# گروه مالتی
گروه مالتی (ایتالیایی: Raggruppamento Maletti) یک واحد اد هوک پیاده‌نظام مکانیزه موقتی بود که توسط ارتش سلطنتی ایتالیا در شمال آفریقای ایتالیا در طی مراحل اولیه عملیات بیابان غربی در جنگ جهانی دوم تشکیل شد.